# Еленщина
Еле́нщина (бел. Яленшчына) — деревня в составе Черноборского сельсовета Быховского района Могилёвской области Республики Беларусь.

## География
Расположена в 45 км от Могилёва и 25 км от Быхова у шоссе Могилев — Бобруйск.

## История
Деревня основана в 1920-е годы как поселок выходцев из села Болонов-Селец на бывших частновладельческих землях.

## Население
- 2010 год — 5 человек